# カリー郡 (オレゴン州)
カリー郡（英: Curry County）は、アメリカ合衆国オレゴン州にある郡。郡名はオレゴン準州知事を務めたジョージ・ロー・カリー（George Law Curry）に因む。人口は2万3446人（2020年）。郡庁所在地はゴールドビーチである。

## 経済
1852年に川の中や海岸沿いから金などの貴金属が発見されると、水運を頼って多くの人々がカリー郡の海岸地域に入植した。内陸側の交通はなかなか発達が進まず、20世紀に入っても陸の孤島の状態に甘んじていた。ガサケット山（Gasaquet Mountain）一帯は今でもコバルト、ニッケル、クロムの採掘が行われているが、カリー郡は既に農業、伐木を中心とした経済に転向している。ローソンヒノキ、マートルウッド（カリフォルニアゲッケイジュ）が主要な輸出資源である。
カリー郡には牛や羊を育てるのに適した優れた放牧地帯がある。またブルーベリー、園芸用の苗木の生産が盛んなほか、アメリカ合衆国国内で栽培されるテッポウユリのうち90%がカリー郡で栽培されている。2001年、カリー郡で自生するタンオークがカシ突然枯死病菌感染によるオーク突然死病（Sudden oak death）で打撃を受け、同郡の苗木生産に支障を来たしたが、上手いことに感染を19 km2 (12 mi)の範囲に留めることができた。観光もまたカリー郡の経済で重要な位置を占めている。米国森林局が州内の面積の59%を保有している。ポート・オブ・ブルッキングズはオレゴン海岸で最も安全な港だとされる。

## 地理

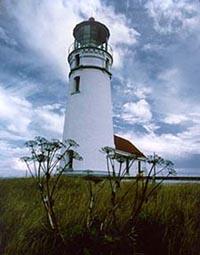
ブランコ岬灯台
Cape Blanco Light

元々カリー郡3,900 km2（1,500 mi2）の面積を有していたが、隣接するクーズ郡 (オレゴン州)（1872年、1951年）とジョセフィーン郡（1880年、1927年）との郡境線調整により、面積は5,150 km2（1,989 mi2）に拡大した。その中の4,215 km2（1,627 mi2）が陸地、935 km2（361 mi2、18.16%）が水面である。
オレゴン州最西端となるブランコ岬（西経124度33分46秒）がカリー郡に所在する。

### 隣接郡
- クーズ郡 - 北
- ダグラス郡 - 北東
- ジョセフィーン郡 - 東
- デルノルト郡（カリフォルニア州） - 南

## 人口動態
以下は2000年国勢調査による人口統計データである。
| - 人口: 21,137人 - 世帯数: 9,543世帯 - 家族数: 6,183家族 - 人口密度: 5人/km²（13人/mi²） - 住居数: 11,406軒 - 住居密度: 3軒/km²（7軒/mi²） 人種別人口構成 - 白人: 92.89% - アフリカン・アメリカン: 0.15% - ネイティブ・アメリカン: 2.14% - アジア人: 0.70% - 太平洋諸島系: 0.11% - その他の人種: 1.11% - 混血: 2.90% - ヒスパニック・ラテン系: 3.60% 年齢別人口構成 - 18歳未満: 19.20% - 18-24歳: 4.80% - 25-44歳: 20.00% - 45-64歳: 29.40% - 65歳以上: 26.60% - 年齢の中央値: 49歳 - 性比（女性100人あたり男性の人口） - 総人口: 96.60 - 18歳以上: 94.80 | 世帯と家族（対世帯数） - 18歳未満の子供がいる: 20.90% - 結婚・同居している夫婦: 54.50% - 未婚・離婚・死別女性が世帯主: 7.20% - 非家族世帯: 35.20% - 単身世帯: 29.70% - 65歳以上の老人1人暮らし: 14.70% - 平均構成人数 - 世帯: 2.19人 - 家族: 2.66人 収入と家計 - 収入の中央値 - 世帯: 30,117米ドル - 家族: 35,627米ドル - 性別 - 男性: 31,772米ドル - 女性: 22,416米ドル - 人口1人あたり収入: 18,138米ドル - 貧困線以下 - 対人口: 12.20% - 対家族数: 9.70% - 18歳未満: 13.60% - 65歳以上: 10.60% |

## 都市と町
- ブルッキングズ
- ゴールドビーチ（郡庁所在地）
- ポート・オーフォード

### 国勢調査指定地域
- アグネス
- カーペンターヴィル
- ハーバー
- ラングロワ
- ネシカ・ビーチ

- オーフォー
- ピストル・リバー
- シックシズ
- ウェダーバーン